# Långängarna (naturreservat)
Bärsån är ett naturreservat i Sandvikens kommun i Gävleborgs län.
Området är naturskyddat sedan 2002 och är 33 hektar stort. Reservatet består av mark som förr använts för ängsslåtter och nu är en blandskog av främst asp och gran.

## Bildgalleri

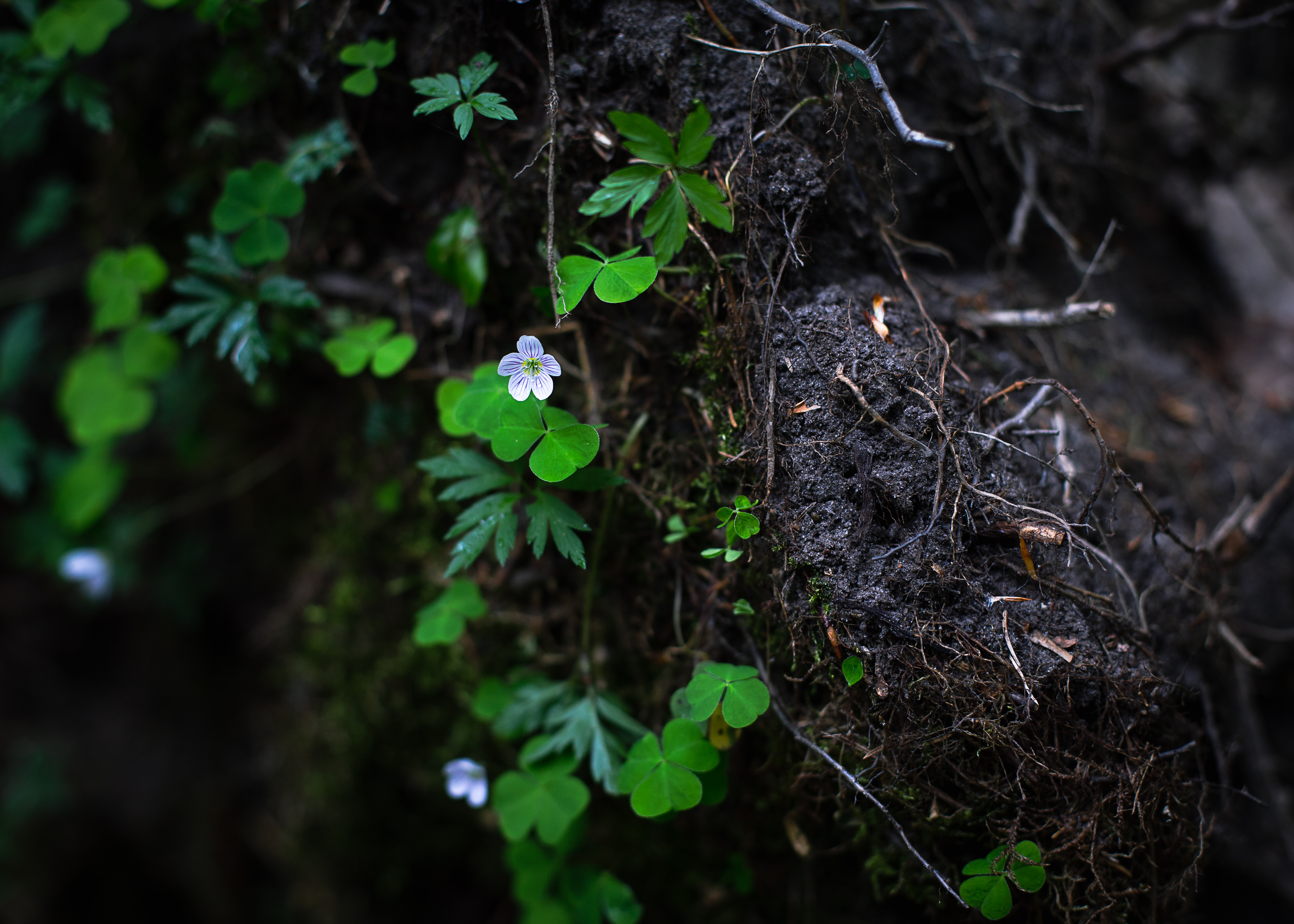
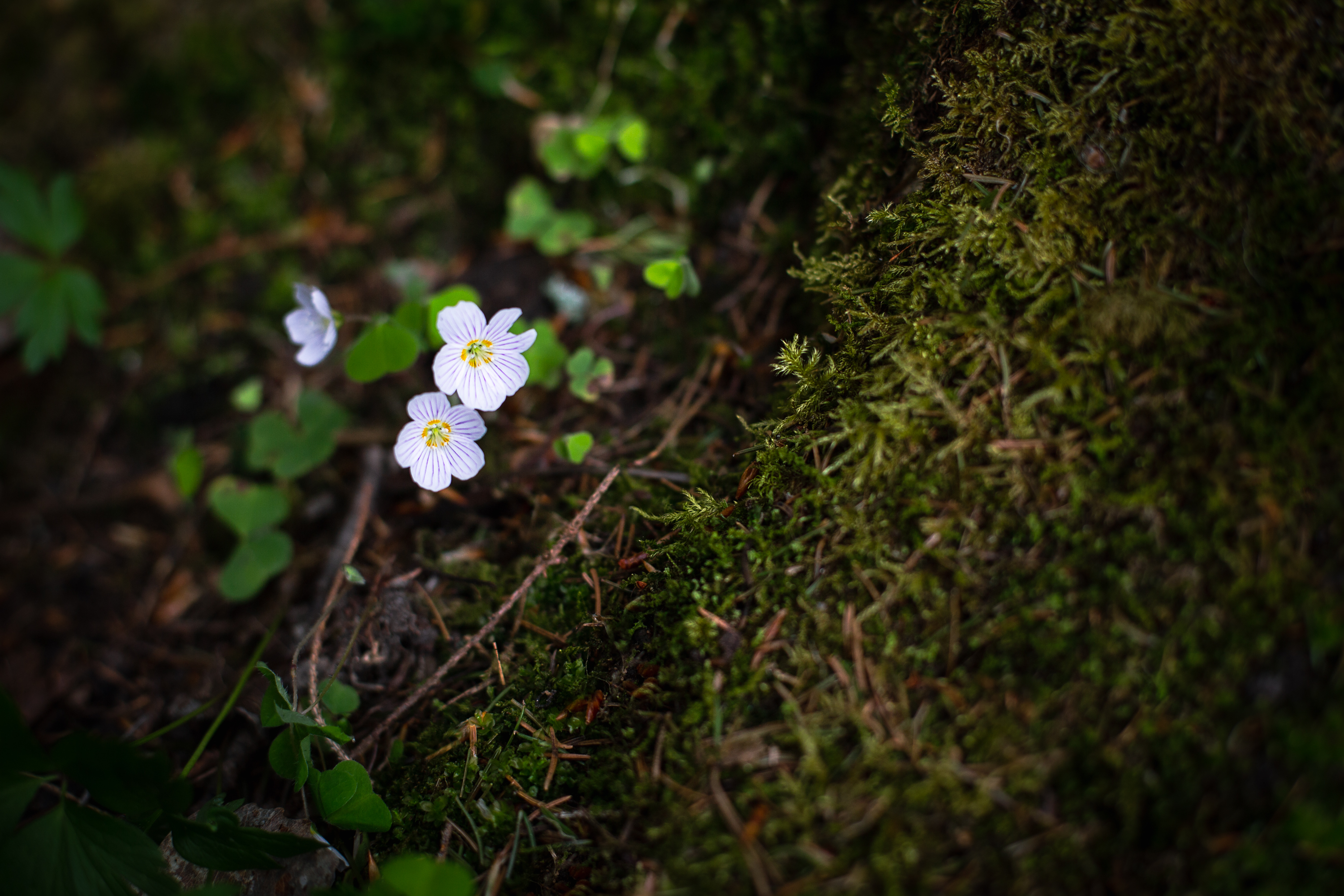
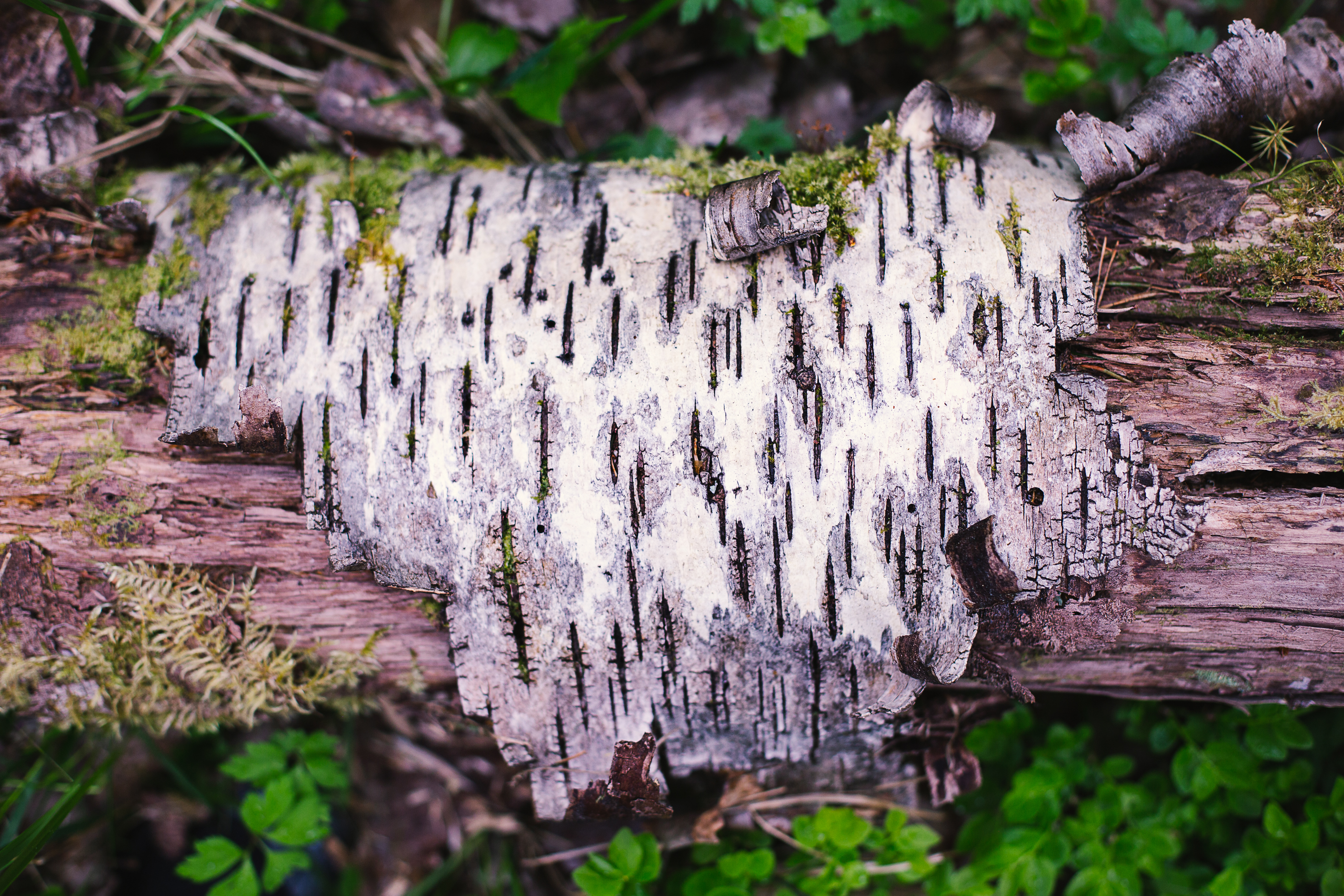